# Bongokuhle Hlongwane
Bongokuhle Hlongwane (Dél-afrikai Köztársaság, 2000. június 20. –) dél-afrikai válogatott labdarúgó, az amerikai Minnesota United csatára.

## Pályafutása

### Klubcsapatokban
Hlongwane a Dél-afrikai Köztársaság területén született. Az ifjúsági pályafutását a Maritzburg United akadémiájánál kezdte.
2021-ben mutatkozott be a Maritzburg United felnőtt keretében. 2022. január 5-én hároméves szerződést kötött az észak-amerikai első osztályban szereplő Minnesota United együttesével. Először a 2022. február 26-ai, Philadelphia Union ellen 1–1-es döntetlennel zárult mérkőzés 78. percében, Franco Fragapane cseréjeként lépett pályára. Első gólját 2022. július 24-én, a Houston Dynamo ellen idegenben 2–1-re megnyert találkozón szerezte meg.

### A válogatottban
Hlongwane 2021-ben debütált a dél-afrikai válogatottban. Először 2021. június 10-én, Uganda ellen 3–2-es győzelemmel zárult barátságos mérkőzésen lépett pályára és egyben megszerezte első válogatott gólját is.

## Statisztikák
2023. június 25. szerint
| Klub             | Szezon   | Osztály  | Bajnokság | Bajnokság | Kupa  | Kupa | Nemzetközi | Nemzetközi | Összesen | Összesen |
| Klub             | Szezon   | Osztály  | Meccs     | Gól       | Meccs | Gól  | Meccs      | Gól        | Meccs    | Gól      |
| ---------------- | -------- | -------- | --------- | --------- | ----- | ---- | ---------- | ---------- | -------- | -------- |
| Minnesota United | 2022     | MLS      | 30        | 2         | 3     | 0    | —          | —          | 33       | 2        |
| Minnesota United | 2023     | MLS      | 17        | 4         | 3     | 2    | —          | —          | 20       | 6        |
| Összesen         | Összesen | Összesen | 47        | 6         | 6     | 2    | 0          | 0          | 53       | 8        |

### A válogatottban
| Válogatott              | Év       | Pályára lépés | Gól |
| ----------------------- | -------- | ------------- | --- |
| Dél-afrikai Köztársaság | 2021     | 7             | 2   |
| Dél-afrikai Köztársaság | 2022     | 4             | 2   |
| Dél-afrikai Köztársaság | 2023     | 7             | 0   |
| Összesen                | Összesen | 18            | 4   |

#### Góljai a válogatottban
| # | Időpont             | Helyszín                                               | Ellenfél | Gólok | Eredmény | Kiírás               |
| - | ------------------- | ------------------------------------------------------ | -------- | ----- | -------- | -------------------- |
| 1 | 2021. június 10.    | Orlando Stadion, Johannesburg, Dél-afrikai Köztársaság | Uganda   | 2–1   | 3–2      | Barátságos mérkőzés  |
| 2 | 2021. szeptember 6. | Soccer City, Johannesburg, Dél-afrikai Köztársaság     | Ghána    | 1–0   | 1–0      | 2022-es VB-selejtező |
| 3 | 2022. november 17.  | Moses Mabhida Stadion, Durban, Dél-afrikai Köztársaság | Mozambik | 1–1   | 2–1      | Barátságos mérkőzés  |
| 4 | 2022. november 17.  | Moses Mabhida Stadion, Durban, Dél-afrikai Köztársaság | Mozambik | 2–1   | 2–1      | Barátságos mérkőzés  |